# Geoffroy IV de Thouars
Geoffroy IV de Thouars (v. 1125-1173) est un noble de la haute aristocratie poitevine de la maison de Thouars. Son règne sera marqué par la prise, la destruction partielle et l'occupation du siège de vicomté par les troupes du roi Henri II Plantagenet.
- 17e vicomte de Thouars : 1151-1173.

## Biographie

### Famille
Geoffroy est le troisième fils d'Aimery V, vicomte de Thouars, et d'Agnès de Poitiers, fille du duc d'Aquitaine Guillaume IX et de son épouse Philippa de Toulouse. Par ce fait, la duchesse-reine Aliénor d'Aquitaine est sa cousine.
Geoffroy a deux frères aînés : Guillaume Ier, vicomte de Thouars, et Guy ainsi qu'un frère cadet, Aimery. Il a également une demi-sœur utérine, Pétronille (1136-1173), à la suite du second mariage de sa mère avec Ramire II d'Aragon.

### Succession et conflits avecHenriIIPlantagenêt
Geoffroy IV succède à son frère Guillaume Ier, en 1151, disparu jeune sans laisser de postérité. En 1156 il attaque et dévaste la terre de son voisin du nord, Berlai de Montreuil. Ensuite il est aux côtés de Geoffroy Plantagenet, des comtes de la Marche et d'Angoulême et du seigneur de Lusignan qui s'opposent au frère de Geoffroy Plantagenêt, le roi Henri II. Ce dernier s'empare des châteaux de Chinon, Loudun et Mirebeau. Geoffroy Plantagenêt s'incline. Henri II se présente alors devant Thouars le 16 août 1158, la garnison capitule et le vicomte de Thouars est obligé de s'enfuir à Puy-Béliard dans le Bas-Poitou,.
Les défenses du château sont démantelées et la ville est dotée d'un sénéchal angevin, proche d'Henri II, Briand de Martigné jusqu'à son décès en 1160. Aimery de Bernezay lui succède, puis, vers 1164, c'est Simon de Tournebu qui se voit confier l'office de sénéchal.
En 1167 de nombreux seigneurs poitevins se soulèvent contre Henri II Plantagenet à cause d'une pression fiscale excessive mis en place par l’administration du souverain. Henri II s'empare du château de Lusignan et arrive à soumettre temporairement les révoltés à son autorité. Rien n'indique que Geoffroy IV n'ait pris part à la révolte. Cependant, après dix ans, il retrouve l'usufruit de ses terres et revient dans sa ville après le règlement de ce conflit.
Geoffroy engage la reconstruction de la forteresse de Thouars et part ensuite en pèlerinage à Saint-Jacques-de-Compostelle.

### Décès
Geoffroy IV décède en 1173 après avoir reçu l'extrême onction de l'abbé Bernard du monastère de Saint Jouin de Marnes,. Son fils Aimery VII lui succède,.

## Mariage et descendance

### Denise de Lusignan aliasAumou
Geoffroy épousa Aumou, dont on pense qu’il s’agisse de Denise de Lusignan (av. 1130-ap. 1173), fille de Hugues VII de Lusignan dit le Brun et de Sarrasine de Lezay,,,.

### Postérité
Le couple a,, :
- Aimery VII (v. 1152-1226), vicomte de Thouars (1173-1226) ;
- Guy de Thouars (v. 1154-1213), qui épouse en 1199 Constance (1161-1201) duchesse de Bretagne ;
- Hugues Ier (v. 1156-1229/30), vicomte de Thouars (1226-1230), qui épouse Marguerite de Montaigu, sans postérité connue ;
- Geoffroy de Thouars (v. 1158-ap. 1173) ;
- Raymond Ier (v. 1160-ap-1230), vicomte de Thouars (1230-1234), sans union ni postérité connue ;
- Marie de Thouars (v. 1170-ap. 1173) devenue dame d'Airvault, qui épousa Pierre, seigneur de Chausseroye ;
- Amable de Thouars (av. 1170-ap. 1173) ;
- Philippa de Thouars (av. 1170-ap. 1199).

## Sources et bibliographie